# كامينيتو دل ري

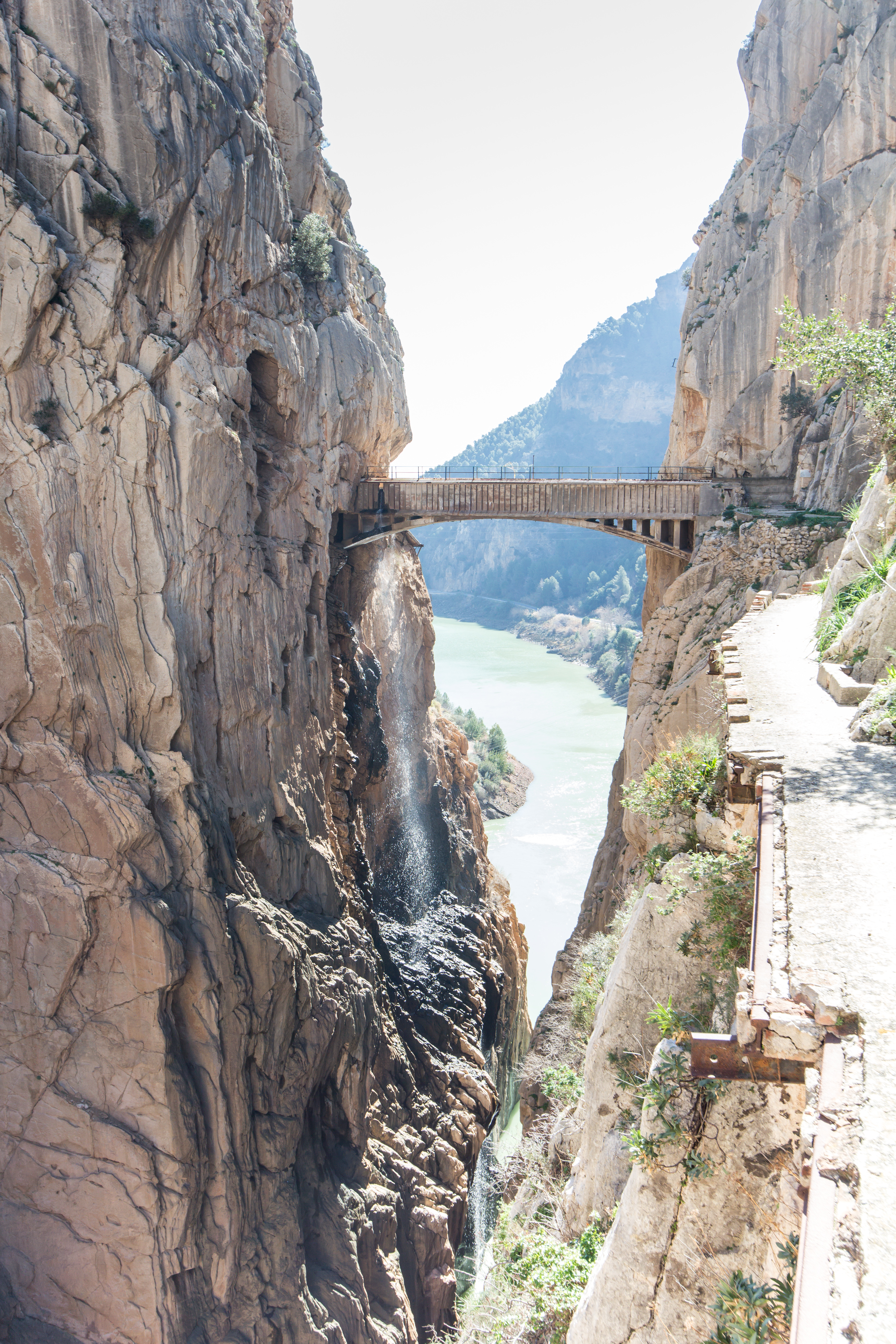
كامينيتو دل ري

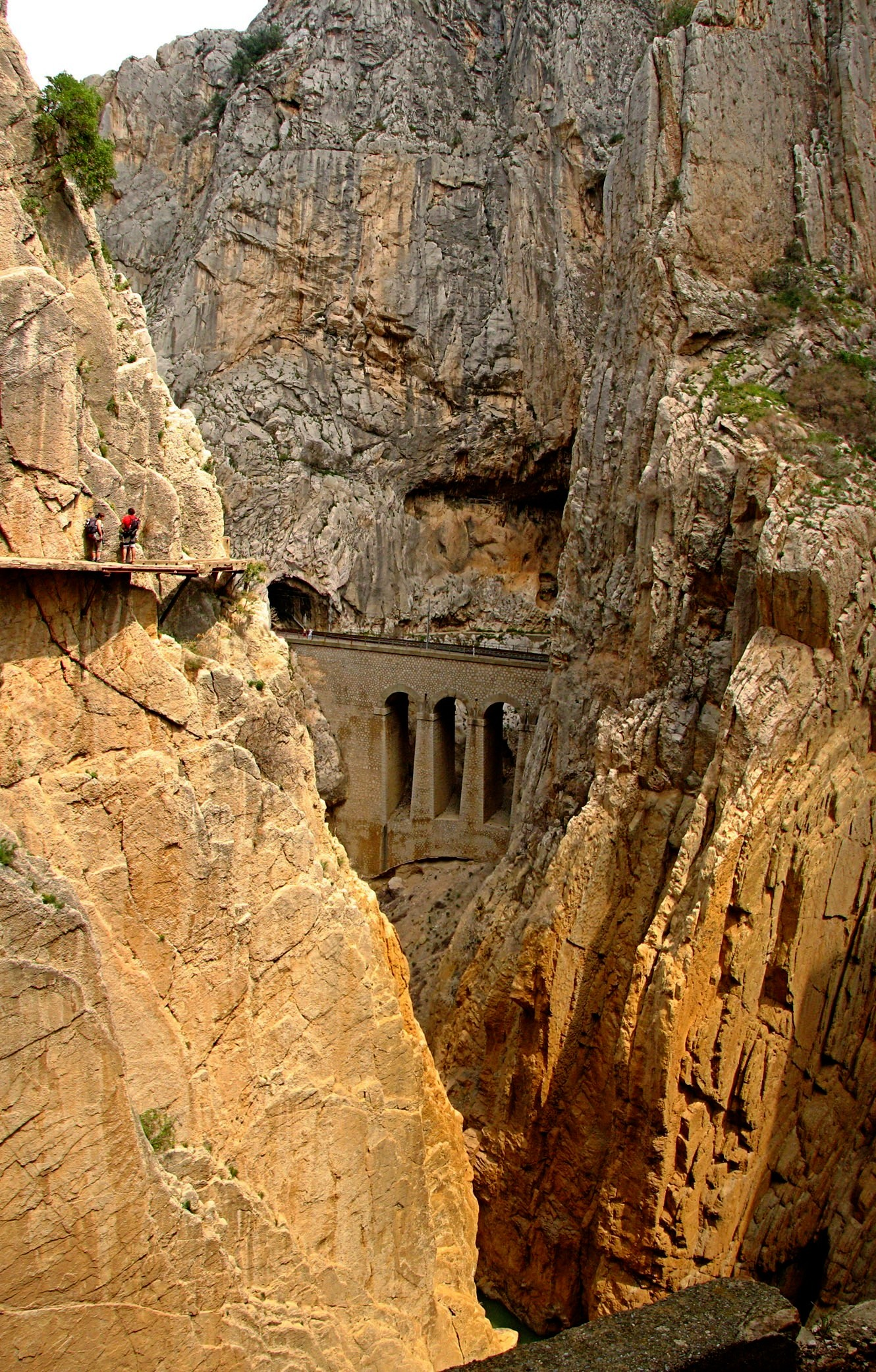
Caminito del Rey

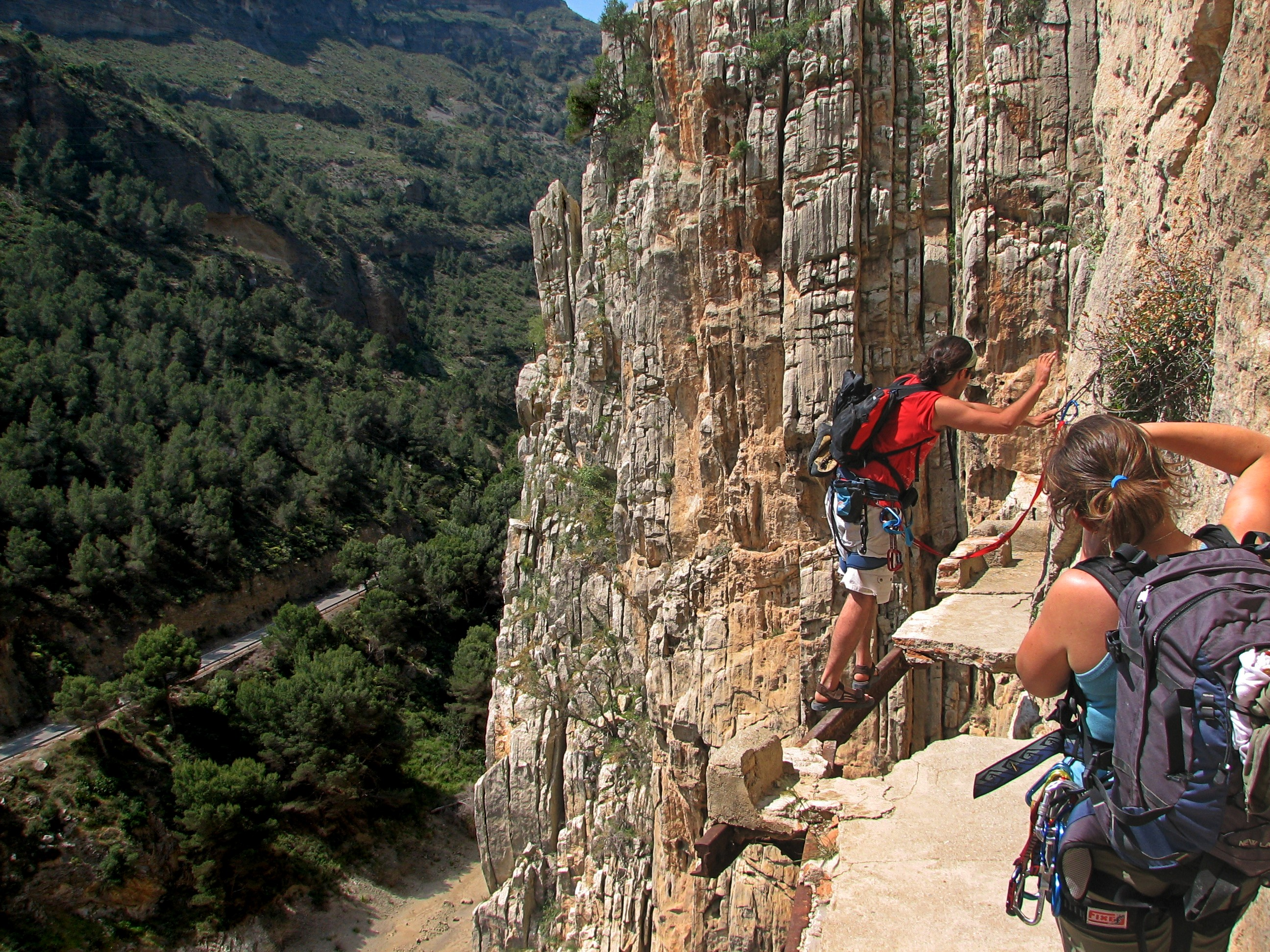
الطريق الجبلي الوعر قبل ترميمه.

كامينيتو دل ري أو طريق ملكي (بالإسبانية: Caminito del Rey )
هو معبر جبلي طوله 3 كيلومتر ، أصبح في عام 2015 طريقا للتجوال في جبال جنوب إسبانيا في مقاطعة مالقة . هذا الطريق المسمى الطريق الملكي يقع بالقرب من مدينة ألورا في جنوب إسبانيا. بعبر هذا الطريق مابين مرتفعين جبليين على ارتفاع نحو 100 متر مارا بأخدودين يصل عمق أحدهما 200 متر. وكان منذ مدة طويلة مهجورا وأقيمت عنده حواجز لخطورته ، فكان معروفا بأنه أخطر طريق في العالم .
كانت منطقة الأخدود معروفة لمحبي تسلق المرتفعات الجبلية ، ويحبون التسلق فيها وعلى الأخص في فصل الشتاء.
اعيد افتتاح هذا الطريق رسميا في عام 2015 بعد ترميمه وتأمينه ، ولكنه لا يزال يحتاج إلى شجاعة لعبور الجسر المبني عليه. فهو لا يصلح لهؤلاء الذين لا يتحملون الرؤية من مرتفعات .

## اقرأ أيضا
- مالقة
- الأندلس